# Земменштедт
Земменштедт (нем. Semmenstedt) — община в Германии, в земле Нижняя Саксония.
Входит в состав района Вольфенбюттель. Подчиняется управлению Ассе. Население составляет 651 человек (на 31 декабря 2010 года). Занимает площадь 11,71 км².
Община подразделяется на 2 сельских округа.
| Год  | Население |
| ---- | --------- |
| 1990 | 658       |
| 1995 | 661       |
| 2000 | 635       |
| 2005 | 647       |
| 2010 | 657       |